# Uniwersytet Europy Południowo-Wschodniej
Uniwersytet Europy Południowo-Wschodniej (mac. Универзитет на Југо источна Европа, alb. Universitetit të Evropës Juglindore) – prywatna i publiczna szkoła wyższa w Tetowie w Macedonii.
UEPW został założony w marcu 2001 jako instytucja prywatna z udziałem rządu Macedonii, utrzymująca się z własnych dochodów i z pomocy zagranicznych sponsorów. Jednym z celów utworzenia UEPW było ułatwienie mniejszości albańskiej dostępu do wyższego wykształcenia. Zgodnie z tym UEPW ma charakter albański – większość nauczycieli i 76% studentów to Albańczycy, językiem wykładowym jest przede wszystkim albański. W listopadzie 2002 roku liczba studentów wynosiła 2250, a w październiku 2003 roku – 3700 studentów. W 2007 roku na UEPW studiowało 5,9 tys. studentów, a pracowało 300 nauczycieli akademickich. UEPW dzieli się na pięć wydziałów:
- prawa (Правен Факултет , Fakulteti Juridik),
- zarządzania przedsiębiorstwami (Бизнис Администрација, Administrimi i Biznesit),
- administracji publicznej (Јавна Администрација, Administrata Publike),
- komunikacji i technologii (Факултет за Комуникациски Науки и Технологии, Shkencat dhe Teknologjitë e Komunikimit),
- pedagogiczny (Педагошки Факултет, Fakulteti pedagogjik).

Rektorem UEPW jest prof. Alajdin Abazi, prorektorami są dr Abdylmenaf Bexheti, dr Zamir Dika i dr Blerim Reka.
W 2011 otrzymał Order za Zasługi dla Republiki Macedonii.

## Zarząd uniwersytetu
Obecny zarząd uniwersytetu składa się z siedmiu członków:
- Klaus Tochtermann
- Veli Kreci
- prof. Elena Dumova-Jovanoska
- Nebi Hoxha
- John Parrish-Sprowl
- Visar Shehu
- Veronika Kareva